# Formula dell'emisenoverso
La formula dell'emisenoverso è una formula in trigonometria sferica utile alla navigazione.
Dati due punti {\displaystyle P_{1}} e {\displaystyle P_{2}} su una sfera, vale la seguente formula:
{\displaystyle \operatorname {emisenoverso} \left({\frac {d}{R}}\right)=\operatorname {emisenoverso} (\Delta \phi )+\cos(\phi _{1})\cos(\phi _{2})\ \operatorname {emisenoverso} (\Delta \lambda ).}
dove:
- l'emisenoverso è una particolare funzione trigonometrica, pari a metà del senoverso
- {\displaystyle \phi _{1}} e {\displaystyle \phi _{2}} sono le latitudini dei due punti
- {\displaystyle R} è il raggio della sfera
- {\displaystyle d} è la distanza fra i due punti (calcolata lungo una geodetica, ovvero un cerchio di raggio massimo che passa per i punti)
- {\displaystyle \Delta \phi =\phi _{1}-\phi _{2}} è la differenza fra le latitudini dei due punti
- {\displaystyle \Delta \lambda } è la differenza fra le longitudini dei due punti